# Illahasis virgo
Illahasis virgo är en fjärilsart som beskrevs av László Anthony Gozmány 1959. Illahasis virgo ingår i släktet Illahasis och familjen Symmocidae. Inga underarter finns listade i Catalogue of Life.